# 中国国民党清党
清黨，是1927年到1928年中國國民黨采取的清除黨內部分人士的政治运动和组织措施。清党的重点是清除党内的中国共产党党员（第一期清党名义上也兼及国家主义派及西山会议派，但未实行）。但是实际受到波及的国民党党员远超这一范围。

## 背景
1923年6月，在苏联的压力下，中国共产党第三次全国代表大会确定了全体中共党员以个人名义加入国民党，与国民党建立革命统一战线的方针。1924年1月，在共產國際和中国共产党李大钊等人帮助下，孙中山在广州召开中国国民党第一次全国代表大会，改组中国国民党，提出聯俄容共。大量中国共产党人以个人身份加入中国国民党，如组织部长谭平山、农民部长林伯渠等，協助国民党建立國民政府。此后，国民党和共产党开展第一次国共合作，掀起國民大革命。但國共两党的关系也存在问题。清党发生前，国民党内曾先后发生过排斥共产党的事件。1924年6月，国民党中央监察委员张继、谢持、邓泽如等人提出《弹劾共产党案》，引发国民党一届二中全会通过训令对他们进行惩戒。1925年起，各地成立孙文主义学会。1925年11月，国民党内部分保守人士召开反共的西山会议，形成西山会议派，与广州国民党中央对峙。1926年3月发生的中山舰事件也引起了国民党排斥中国共产党的疑虑。

### 西山會議
1925年孙中山逝世后，国民党内部分化。汪精卫掌握政权，蒋中正则掌握军权。1925年11月23日，国民党右派在北京西山碧云寺召开的“国民党一届四中全会”，并通过决议宣布中国共产党非法，并通过了“取消共产党员在国民党中之党籍”、“开除国民党中央执行委员会中的共产党员”、“解雇顾问鲍罗廷”等反苏、反共、反对国共合作等议案，是為西山会议派。
会后，此派人士在上海成立“国民党中央党部”，与广州国民党中央相对抗。西山会议派的主要政治纲领是反共，反对汪精卫的“联共”，长期与支持“联俄容共”的以廖仲恺、邓演达为首的国民党左派不合。

### 苏共影响

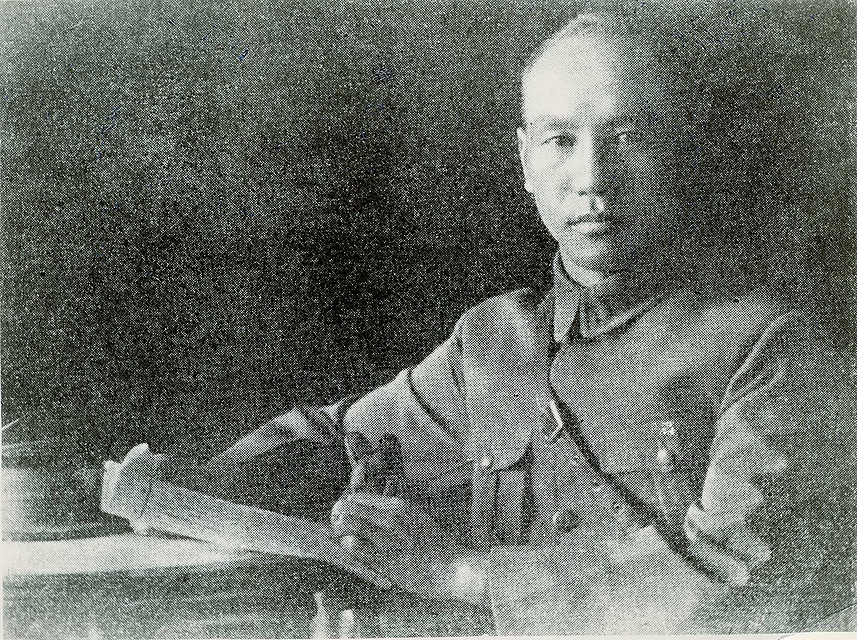
1926年时的蒋介石

1924年底，主管中共的共產國際代表鮑羅廷，因為要求中共合作為上、以及壓制廣州工人罷工，遭到陳獨秀向遠東局投訴。1925年1月，在遠東局書記維經斯基支持下，中共決定增強自主，強化鬥爭。1925年，鮑羅廷允許中共擴大國民黨「左派」，招募產業工人為國民黨員。1926年，中國共產黨在政治顧問鮑羅廷影響下，以「黨的力量在前，革命的武力在後」為理由，在國民革命軍中發表北伐必敗論，並於廣州市區散發傳單反對國民革命軍北伐。6月，中國共產黨中央會議討論北伐統一問題，並通過反對北伐的重大決議。
1926年春，苏联领袖加米涅夫、共产国际领袖季诺维也夫及其支持者组成新反对派，向托洛茨基倾斜，双方组成反对同盟（联合反对派），共同反对斯大林的中国政策。在争论中，中国北伐成为争论热点。斯大林忽视共产主义意识形态，选择一条较实际政策。他告诉中国共产党停止煽动下层群众，遵守中国国民党命令。与列宁一样，斯大林认为中国国民党资产阶级在中国可以打败西方帝国主义并完成革命。而托洛茨基则想让中国共产党继续正统的无产阶级革命，并且反对中国国民党。在北伐中，斯大林资助中国国民党。在秘密谈话中，斯大林反驳托派批评，认为蒋介石右翼代表是中国唯一可以击败帝国主义的力量，不仅如此，富有商人还可以资助蒋介石，因此可以像柠檬一样在被榨干用处之前利用他的军队。

### 中山舰事件与整理党务案

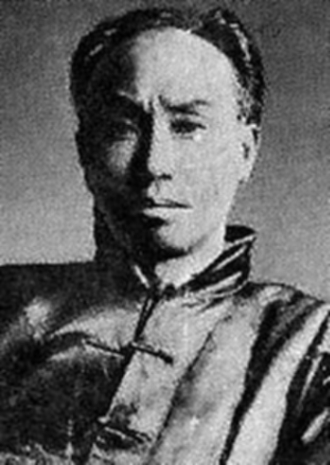
中共领袖陈独秀

1926年3月，蒋介石武力平息中山舰事件，和鲍罗廷及中国共产党间产生龃龉，国共关系陷入危机。陈独秀、鲍罗廷对中国国民党右派妥协。5月15日至5月22日，中国国民党二届二中全会在广州召开，通过谭延闿、蔣中正等9人联名提出的排斥共产党的《整理党务案》，将赤色分子排挤出国民党中央领导机关，并打击国民党左派。该提案蒋介石事先取得了苏联顾问鲍罗廷的同意。中共中央和鲍罗廷一样采取了妥协态度。其主要内容有：

- 加入国民党的共产党员在国民党中央、省、特别市党部中担任执行委员，其数额不得超过各该党部委员数额的三分之一；
- 共产党员不得担任国民党中央各部部长；
- 国民党员不得加入共产党；
- 共产党须将加入国民党的共产党员名单交国民党中央主席保存；
- 共产党对参加国民党的共产党员的指示，须事先提交国共两党联席会议通过方能下达。

### 北伐期间
1926年7月1日，国民革命军从广州誓师北伐，蒋中正任总司令。9月7日，北伐军攻占汉口，11月8日攻占江西南昌，蒋到南昌指挥进攻孙传芳。11月11日，广州国民政府决定迁都武汉，蒋则极力主张迁都他控制的南昌。11月22日，第三國際在莫斯科召開第七次大會，布哈林批评中国共产党在暴力夺取土地所有者土地方面不够坚决，要求中國共產黨在支持民族革命同时，着手解决农民觊觎地主土地问题。會後便採取所谓土地革命與國民革命上的雙重支持策略。12月9日，国民政府迁至武汉。一个月后，南昌中國國民黨中央政治會議議決，中央黨部駐南昌。苏联顾问鲍罗廷及武汉的国民党左派试图阻止手握军权的蒋介石掌控党权及政权，这就迫使蒋介石考虑夺取上海、南京，以同武汉方面分庭抗礼。

### 国民党二届三中全会
1927年2月21日，中国国民党武汉中央决定召开二届三中全会。2月26日，蒋介石在南昌召开中央政治会议，要求苏俄第三国际撤回鲍罗廷。蒋手下少壮派陈果夫、陈立夫、温建刚等，一面全力夺取其军力所及之各地党政权力，一面加紧准备与武汉破裂之条件。其中关键之處，是取得北伐军所过法理上之党政大权。随着南昌会议召开，原本蘇聯與中国共产党和中国国民党左派在江西占优势的中国国民党部相继被捣毁。3月6日，中国共产党党员、江西省总工会执行委员、赣州总工会委员长陈赞贤，被枪杀。随着國民革命軍向北向东推进，这股夺权风潮从江西迅速扩展到安徽、福建、浙江，陆续在九江、安庆、宁波和南京捣毁中国国民党左派报社、工人总工会与中国国民党左派领导党部，枪杀、逮捕中国共产党员与抗议游行之工人群众。但由于军队不能久留一地，往往军队一撤走，共产党和国民党左派便推翻亲蒋的国民党党部。另外蒋介石的夺权合法性不足，做法迂回，北伐军一些部队指挥官及政治作戰人员也不赞成，所以蒋介石没能有效夺权。
1927年3月10日至3月17日中國國民黨二屆三中全會後，其執監委暨候補委員80名中，中國共產黨員約佔三分之一，中國國民黨左派亦佔三分之一，中國國民黨中央黨部各部部長暨其秘書，中國共產黨員亦佔一半以上，至此國民政府已由蘇聯顾问与中國共產黨全權把持。
會議增設勞工部、農政部，中國共產黨員蘇兆徵任勞工部部長、譚平山任農政部部長、林伯渠任軍事委員會秘書長。另組成武漢中華全國總工會，以向忠發、劉少奇、李立三為首組織武裝衛隊，動私刑殺害他们判定之工賊。史達林派羅易到武漢協助鮑羅廷，組織農工階層展開土地革命，農民協會、土地委員會成為有武裝權力的組織。
在武漢，鮑羅廷成立「中國國民黨中央執行委員會暨國民政府委員會臨時聯席會議」，憑藉在中國共產黨與中國國民黨左派取得政治主導權，以「提高黨權」、「反對軍事獨裁」、「打倒新軍閥」為理由，於1927年3月10日，中國國民黨二屆三中全會通過《統一黨的領導機關決議案》，通過「統一革命勢力」、「統一黨的領導機關案」等反蔣方案，隨即在蔣介石北伐途中剝奪蔣的主席職務，將其降為普通委員。。全會結束後不久，武漢國民政府有一個俟機逮捕蔣介石的秘密命令，交給江右軍總指揮程潛執行，但程潛沒有執行。蔣在南昌發表《告黃埔同學書》，表明不接受該決議。面對親蘇勢力倒蔣，蔣決計和中國共產黨斷絕關係，與剛回國的汪精衛商討發動清黨，驅逐蘇聯顧問，與中國共產黨決裂。汪精衛提出避免過激解決辦法，建議蔣親自去武漢說服中國共產黨，把國民政府和黨部遷到南京。

### 沪宁之争

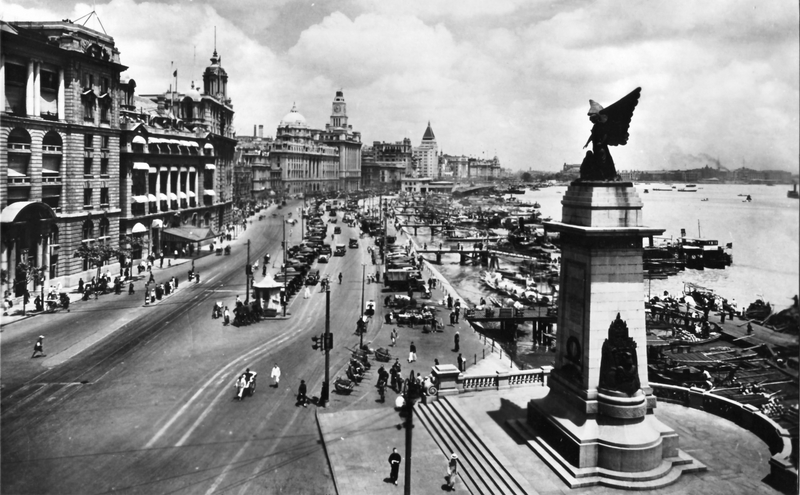
1928年的上海外滩

1926年10月，中国共产党组织上海工人反对北洋军阀政府，「第一次武裝暴動」失败。1927年起，在蘇聯帶領下，中國共產黨持續排外，上海财阀虞洽卿和钱永铭到南昌亲访蒋，答应为蒋筹集军费，条件是要求蒋「维持上海现状，反对赤化」。
2月19日，國民革命軍東路軍前敌总指挥白崇禧佔領杭州。2月22日，中國共產黨在上海發起「第二次武裝暴動」，再次失敗。
3月20日晚，国民革命军东路军进入龙华，包围上海。3月21日，上海工人在中国国民党钮永建和中国共产党周恩来等领导下，發起「第三次武裝暴動」，占领租界外的上海市区，建立一支工人纠察队2,700人。3月22日，国民革命军东路军前敌总指挥白崇禧率军开进上海。北伐軍先後克復上海、南京:13。

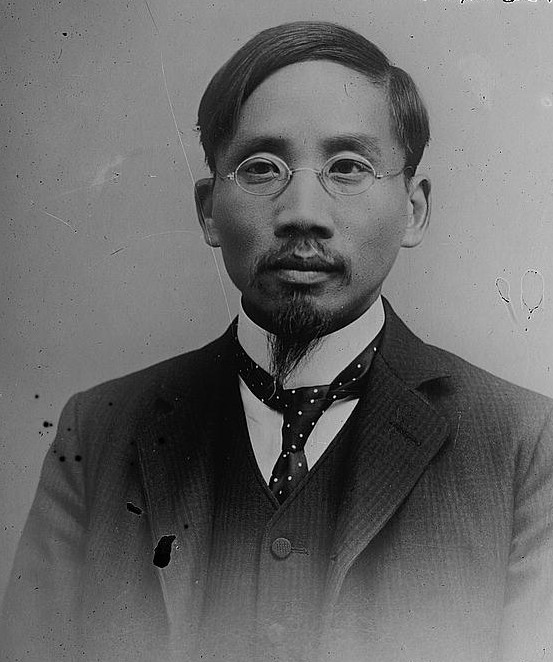
主张反共清黨的蔡元培

3月24日，国民革命军中路军攻下南京。国民革命军魯滌平、程潛、賀耀組等部殺害、掠奪外僑。英、美、日领事分别报告，以大量事例证明抢劫领事馆是由中國共產黨主導:527:723-726，蔣下令追查負責任者。英美军舰以此为由炮击南京，遂形成国际冲突，是为“南京事件”。入南京部隊與英國人發生衝突，英艦炮擊南京，蒋严电阻止事态扩大，静候政府以外交解决:13。
3月25日，白崇禧說：「工人一旦有擾亂，駐軍必將負責繳械。」3月28日，中国国民党中央监察委员吴敬恒、蔡元培、张人杰、李煜瀛在上海提出护党救国案。3月29日，中國共產黨請示蘇聯，強調準備抵抗。
4月，中国国民党中央监察委员会（中国国民党元老蔡元培、李烈钧等）举发中國共產党破坏革命，危害国本之逆谋，决议非常紧急处置案:13。白崇禧任淞滬衛戍司令，配合蔣在上海清党。
中国国民党右派，如蒋等认为：「中国共产党人在中国国民党内部势力日益膨胀，“黨中有黨”，如不早日剪除，今后会更难控制。」另外，中国共产党人在国民革命军攻克的地方实行“打土豪、分田地”的政策，「无端杀害其所谓阶级敌人，并剥夺其合法财产」，也被視為清党事件發生的原因之一 。
| 時間         | 地點       | 情形                                                |
| 3月20日      | 寧波       | 寧波總工會（共）被燒                                |
| 3月26日      | 上海       | 上海總工會（共）槍決「反動」工人（國），佔領閘北    |
| 3月30日      | 杭州       | 工人總會（國）與總工會（共）流血衝突                |
| 3月31日      | 重慶       | 劉湘部隊（國）與工人糾察隊（共）槍戰，中共報死400人 |
| 4月2日       | 南昌       | 朱德部隊（共）槍決約二十國民黨人                    |
| 4月7日       | 福州       | 約十名共產黨人被槍決                                |
| 4月9日       | 廣州       | 李濟深部隊（國）與中共爆發衝突                      |
| 4月9日-10日  | 廈門，寧波 | 國共衝突                                            |
| 4月10日-11日 | 南京       | 總工會（共）有人被殺                                |
| 4月12日      | 上海       | 白崇禧部隊（國）與工會交火，25-30人（共）被殺       |

## 酝酿

### 各方串联
北伐战争期间，国民党从中央到地方的内讧愈演愈烈，不少不满国共关系状况的资深国民党员焦虑不安，认为共产党的夺权危险迫在眉睫。国民党中央青年部长邵元冲在日记里记述了部分国民党人秘密串联，急于推动蒋中正对中国共产党采取断然行动。从南昌的陈果夫、温建刚，到上海的邵元冲、吴稚晖、蒋梦麟、钮永建，杭州的何应钦、王俊、蒋伯诚、顾祝同、潘宜之、白崇禧，从国民党元老到高级将领乃至蒋中正的亲信，此时都把矛头指向共产党，开始对这一问题形成共识。
邵元冲赴杭州同何应钦、白崇禧等高级将领联络之际，1927年3月6日，奉命组建上海临时政治委员会的吴稚晖与政治委员会委员钮永建、杨铨同共产党领导人陈独秀、罗亦农约在钮永建办公室会面，商谈整理上海国民党党务问题。双方意见不同，陈独秀还称不出20年中国将实行列宁式共产主义。会后吴稚晖找到同为国民党监察委员的李石曾、蔡元培，转述了陈独秀的说法，“石曾最是慷慨激昂, 蔡孑民也狠愤愤不平。”1924年国民党一届一中全会规定：“监察委员一人亦可行使监察职权”，“有二人以上到会即得开会”，12位正式监察委员中已有7人可确定立场（即吴稚晖、蔡元培、李石曾、陈果夫、张静江、古应芬、邓泽如），故吴稚晖等人有意开监察委员会会议弹劾中国共产党。
1927年3月10日到17日，武汉方面按计划召开国民党二届三中全会，通过了一系列限制蒋中正权力的决议。蒋中正采取了针锋相对的措施，贯彻2月21日南昌会议上决定的夺取各地党政权力的方针。1927年3月15日，蒋中正离开南昌。3月16日，国民党江西省党部捣毁了国民党左派控制的国民党南昌市党部，随即封闭解散了共产党及国民党左派领导的各报刊及民众团体。3月16日，蒋中正抵达九江。3月17日，国民党九江市党部及总工会等机关被捣毁。3月20日，蒋中正抵达安庆。3月23日，国民党安徽省市党部及其领导的民众团体被捣毁。蒋中正主要依靠少数手下，借助地方帮会，通过打、砸、冲，或者挑起左右派之间“械斗”，从而区分敌我，壮大自身力量，夺取党政权力。蒋中正也自行任命地方党政高级官员。但蒋中正一直没有发表同武汉方面决裂的公开言论，对武汉方面的指责不断辩解，尊武汉方面为“中央”，并在公开场合对沿途各地夺权表示中立。蒋中正的手下也一直是借助地方帮会夺权，不动用军警政等合法力量。3月26日，蒋中正到上海后，继续在公开场合表示服从武汉国民党中央及武汉国民政府。
邵元冲日记记载，3月21日张静江从南昌到杭州，当晚约邵元冲、蔡元培等人谈话。张静江知道蒋中正认可南昌会议并且纵容部下在各地夺权，所以表示：“介石对于与共产党分离事已具决心，南京定后，即当来宁共商应付。”次日上午，邵元冲等人与张静江商议“此后应付事宜”。当日，获悉国民革命军已攻占上海，张静江、蔡元培、蒋梦麟、邵元冲、马叙伦等人即同车赴上海。3月25日上午，张静江约李石曾、吴稚晖一起到前敌总指挥部会见白崇禧、潘宜之等驻上海高级将领，“共商应付党务事宜”。吴稚晖表示“非分裂不可”，李石曾的态度 “亦激昂”。3月27日，众人一起迁入蒋中正总部行营，和蒋中正“开会讨论与共产党分裂之办法”。在讨论中，吴稚晖主张以中央监察委员会名义提出《弹劾共产党员及跨党分子谋危本党、动摇后方及卖国之行为案》，“然后再由监察委员会召集中央执行委员之非附逆者开会商量以后办法，而开除及监视一切附逆及跨党之首要等，听候代表大会裁判云云。”由于通过公开宣布清除共产党来否定武汉中央的权威，会涉及与苏联特别是苏联军事顾问的关系问题，所以蒋中正一时犹豫。邵元冲日记记载，3月27日的会商没有决定任何具体办法，3月28日“继续讨论”。3月28日，东路军总指挥何应钦、江右军总指挥程潜等人都没到，还需等江左军总指挥李宗仁、政治部主任黄绍竑、总参谋长李济深到后，才可以决定开展分裂的可能程度，所以3月28日的会议仍没形成结论。3月29日，何应钦、程潜、古应芬等人到会，但是程潜态度摇摆，会议未形成结论。3月30日，因李宗仁等人仍没到而休会。4月1日，李济深等人到会，支持分裂，“惟同时得朱益之（培德）致介石函，劝介石一切慎重以退为进等语，介石又为踌躇。”邵元冲日记记载：“连日工人纠察队等以武力猛扑租界等消息日剧，而当局者总迟日无所表示，疑事无成。”可见接连几天的讨论中，蒋中正始终未明确表示意见。

### 汪精卫来去
4月1日，汪精卫从海外回到上海。4月2日上述众人获悉此消息。国民党各派一向公开拥护汪精卫的党内领袖地位，所以汪精卫回国对各派影响都很大。蒋中正倾向争取汪精卫。邵元冲日记记载：“此间日内正拟以断然手段处置者，乃不得不暂行延搁。”4月2日，众人与汪精卫座谈一天，告之武汉方面近来所为，尤其是中国共产党控制上海工人武装纠察队，随时可仿效武汉发生的以武力收回英租界，引起列强干涉。但鉴于尚未形成确定意见，所以众人也都没将讨论中的清党告诉汪精卫。汪精卫只主张约武汉诸人来南京开会解决。4月3日，蒋中正、汪精卫、吴稚晖、李济深、蔡元培等人商谈，结果连态度最激烈的吴稚晖也转而赞成汪精卫的意见，盼汪精卫出面请武汉方面国民党中央委员来南京商讨妥协方法。蒋中正当天日记称：“稚老甚愤激，谈言甚多，然其结果，乃欲与共党暂时妥协，惟请在武汉中央委员回南京来耳。”蒋中正也发表通电称：“自汪主席归来以后，所有军政、民政、财政、外交诸端，皆须在汪主席指挥之下，完全统一于中央。中正唯有统率各军，一致服从。”4月4日晨，不知何处消息说，武汉方面已免蒋中正国民革命军总司令职。蒋中正等众人一早便到汪精卫住处，众人斥责鲍罗廷及共产党。经众人推举，吴稚晖“始言此次监察委员会提出对共产党之弹劾案”，且表明依该方案对共产党人“必将采断然之处置”，对武汉方面因要保密“故只系通知而非商榷”，准备对武汉方面全面破裂。汪精卫当即“怫然”。黄绍竑、李宗仁等人忙称：“如精卫有良策，不妨共商。”汪精卫提出：“（一）若此时同人认为共产党破坏国民党之情形急迫，且亟谋破毁租界，则彼可负责告独秀使其制止；（二）武汉此时如有负于摇动军政之命令，可以不受；（三）各地共产党及工人队如有反动情形，可以随时以非常手段处置之。”众人“乃决定暂照此条件进行”。但蒋中正当天晚些时候在对上海驻军黄埔军校学生训话中，首次公开表示：“一切自有监察委员审察处理”，若监察委员认定武汉中央决定违反主义党纲，便可宣布无效。
4月4日午后1时，蒋中正等人离开汪精卫住处后，汪精卫随即找到陈独秀，说明了蒋中正等众人的担心。当时共产党早有共产国际的指示，所以陈独秀表示绝无其事。汪精卫、陈独秀起草了《汪精卫陈独秀联合宣言》，陈独秀代表共产党宣布：“赞同国民政府不以武力收回上海租界的政策，亦赞同以阶级合作政策组建上海市政府”；汪精卫代表国民党宣布：“所谓国民党将驱逐共产党，压迫工会与工人纠察队云云，均系谣言。”宣言当天送报，4月5日早晨刊出。蒋中正、吴稚晖、李济深、李宗仁等人见报后纷纷指责汪精卫。吴稚晖激烈指责汪精卫在宣言中用“联共政策”、“两党合作”两词，表示“‘联共’二字，本不见条文，我们国民党之条文上，止有容纳共产党员入国民党而已。”依《总理遗嘱》“止有老实不客气说，治理中国只有国民党，没有联了共产党来共治的可能。”若共产党想共治或独治，国民党自然不得不予“相当之制止”。4月6日，汪精卫不告而别，离开上海赴武汉。行前汪精卫有信给张静江，表示唯有在南京召开第四次会议解决纠纷，实无其他出路，所以决定赴武汉争取武汉多数同志同意。

### 要点发表
邵元冲等人以为蒋中正“关于党务事犹有所犹豫”，所以都以为原计划搁浅。4月7日，邵元冲“与孑民、湘芹、稚晖、石曾、梦麟、夷初等共同迁出外间”，离开了丰林桥的蒋介石总部行营。
与他们的判断相反，蒋中正受汪精卫赴武汉的刺激很大。因为蒋中正声明拥汪，前提是汪精卫须留在南京、上海。蒋中正认为汪精卫到武汉后肯定会支持武汉方面立场。为防止汪精卫影响国民党各级党部及党员，蒋中正将汪精卫提的三条改成四条，在报纸上发表。4月8日，上海《民国日报》等报纸都刊登了《国民党连日会议党务之要点》报道称：
汪精卫、蒋中正、李济深、李宗仁、黄绍竑、甘乃光、柏文蔚、白崇禧、宋子文、蔡孑民、古应芬、李石曾、吴稚晖等十余人，讨论近日国民党被人把持情形。所有汉口之命令，上海及各地之行动，均极颠倒离奇，各有建议。最后乃共依汪精卫氏之主张，暂时容忍，出于和平解决之途。其主张办法，即于四月十五日召集中央全体执行监察委员联席会议于南京，以求解决。在未开会以前，汪精卫氏赞成暂时应急之法数条如下：
- （一）汪精卫负责通知中国共产党首领陈独秀，立即制止国民政府统治下之各地共产党员，应即于开会讨论之前暂时停止一切活动，听候开会解决。
- （二）对中央党部及国民政府迁鄂后，因被操纵所发命令，不能健全，如有认为妨害党国前途者，于汪同志所拟召集之会议未解决以前，不接受此项命令。
- （三）现在各军队及各省之党部团体机关，认为有在内阴谋捣乱者，于汪同志所拟召集之会议未解决以前，在军队应由各军最高长官饬属暂时取缔；在各党部各团体各机关，亦由主要负责人暂时制裁。
- （四）凡工会纠察队等武装团体，应归总司令部指挥，否则认其为对政府之阴谋团体，不准存在。

## 清党过程

### 第一期清党
4月8日上述要点发表后，清党逐步展开。这一阶段蒋中正的清党与此前在各地夺权不同，是公开用军队、警察取缔中国共产党及其影响的机关团体，逮捕杀害中国共产党党员、国民党左派知名人士、工会领袖等等。但考虑到政治影响，蒋中正仍然谨言慎行。
4月9日，蒋中正开展了夺取国民党江苏省党部及南京市党部权力的行动。因蒋中正在南京，手下只好秘密支持帮会组建劳工会，再组织劳工会人员实施打砸及抓捕。但因帮会人员缺乏权威，尽管有密令指名抓国民党江苏省党部常务委员张曙时、侯绍裘等人，张曙时却仍能仗其资格老而几出几进，还直接到蒋中正的国民革命军总司令部问罪，温建刚乃至蒋中正因密令未公开，不敢当场逮捕张曙时。侯绍裘也在次日转赴上海，在上海才遭秘密逮捕杀害。
4月11日，浙沪戒严司令部副司令兼浙江军事厅长周凤岐、杭州公安局长章烈奉蒋中正授意的“以实力革除共产党”密令，发动杭州四一一事变，包围中国国民党浙江省党部、中国国民党杭县党部、杭州总工会、学生联合会等公开机关及若干中共人员住宅进行搜捕。两天内，共有30多名从事公开活动的中国共产党党员和亲共人士被逮捕，《民国日报》、《浙江民报》被勒令停刊，不少知名的中国共产党党员被通电缉捕。
4月12日，蒋中正发动四一二事件取缔上海总工会纠察队，此次行动由白崇禧派人请上海青帮、红帮帮助。取缔上海工人纠察队引起国民党上海市党部、上海特别市临时市政府、上海市民代表大会等函电抗议。4月12日、13日，国民党上海市党部、上海总工会、上海学联会等单位先后召开民众大会，发动请愿。4月13日，请愿民众游行到刚由孙传芳五省联军浙军改编成的国民革命军第二十六军二师司令部时，该部队射杀示威民众，酿成严重流血事件，士兵还闯进附近里弄居民家中，“捕得青布短衣之工人，即在路上枪毙”。据驻军单方面统计，当场死伤者超过百人。蒋中正受到广泛谴责。亲眼目睹这次事件的郑振铎、冯次行、胡愈之等文化青年联名向上海临时政治分会委员蔡元培等人致《郑振铎等为四·一二惨案致上海临时政治分会书》，对“人民之军队”“今乃演此绝灭人道之暴行”表示震惊。4月14日，连以反共著称的西山会议派也拍发电报斥责称：“日前以军警收缴武装纠察队枪械，目为工友冲突，掩耳盗铃而曰天下皆愚而我独智，宁有是理！”
西山会议派的该电报还披露，吴稚晖4月13日已奉命联络西山会议派领袖邹鲁，商议两派联合清党。被西山会议派拒绝，原因是吴稚晖提出“表面仍称联俄容共，打倒西山会议派”。可见蒋中正等众人尽管想同西山会议派联合，但又暂不敢承认西山会议派，也还不敢废止联俄容共口号。被蒋中正委任负责上海行动的陈群、杨虎在实施了蒋中正的系列行动计划后，4月14日还电询蒋中正：“现在是否仍容纳共产党，对捣乱分子如何处置？”
鉴于与汪精卫约定的日期已到，武汉方面已不可能到南京开会，蒋中正为使自身行动合法化，急需监察委员会的弹劾共产党案。监察委员数易其稿，编造了弹劾程序上需要的会议录及文件，以3月28日为第一讨论时间，以4月2日为正式决议时间，为弥补4月2日决议后10天以上不发布的问题，还有意拟一4月5日“会议录”。这些材料在4月14日左右补齐，因为蒋中正当日才将监察委员会举发咨文以及吴稚晖举发呈文转发给李济深，询问李济深是否可与蒋中正联署复电拥护。蒋中正当日命令将咨文及呈文分发报馆准备发表。同时，蒋中正准备另立中国国民党中央党部和国民政府，并开始采取行动正式清党。
4月14日下午1时，白崇禧率部奉命封闭了武汉中央指挥的上海特别市临时市政府，东路军总指挥部政治部主任陈群、 秘书主任潘宜之等人武装接收了国民党上海特别市党部。据称当天被捕千余人，全部押到龙华总指挥部讯办。陈群公开宣布：“因从前市党部被共产党及跨党分子把持，吾人今作清党运动，对于共产分子当然势不两立！”
4月14日下午，广州的李济深等人在收到蒋中正来电后做了部署，于4月15日凌晨对广州工人代表会等机构突然袭击，开始广州四一五事变。4月15日，广州市公安局发表布告称：“此次行动，乃奉总司令训令，准中央监察委员会咨，对各地共产党首要分子实行非常紧急处置。”广州政治分会同日决议，在广东省肃清中国共产党，通告限期10日，共产分子自首可免罪。 
1927年4月16日南京国民政府发布《國民政府通緝共產黨首要令》附《通緝共產黨名單》：

   國民政府秘字笫一號令開：
   共產黨竊據武漢，破壞國民革命之進行。數月以來，肆行殘暴，叛黨叛國，罪祸貫盈，最近實施賣國之外交，犧牲國權，以取悅於帝國主義者；又復爪牙四布，荼毒民眾，使湘鄂两省演成大恐怖，我先民固有之美德，數千年所恃以立國者，亦皆败毁無餘。綜其所為，禍有甚於洪水猛獸；瞻念前途，不寒而慄。政府奉行先總理之遗教，誓竭全力，期三民主義之實現。唯慾建設獨立平等之國家，必先撲滅一切反革命之势力。共產黨圖謀倾復本黨，逆跡昭著，中央監察委員會舉發，並致訓令國民革命軍總司令蔣中正，於最短期間，亟清叛亂。查此次謀逆，實以鮑羅廷、陳獨秀、徐謙、鄧演達、吳玉章、林祖涵等為罪魁，以及各地共產黨首要、次要危险分子，均應從嚴拿辦，省國民革命總司令、各軍長官、各省政府通令所屬一體嚴緝，務獲歸案重辦。至該黨忠實同志，遵守三民主義始終不貳之信徒，在革命地域大都與賊相持，奮鬥不懈，應着悉心保護；其餘壓迫而心跡可晾者，政府必分别辦理，決不絕其自新之路。此令。

附通緝共產黨名單二紙（197人）：

鮑羅廷 陳獨秀 譚平山 林祖涵 于樹德 吳玉章 楊匏安 惲代英  毛澤東  許郠魂

夏  曦 韓麟符 董用威 鄧穎超 羅亦農 高語罕 江  浩  劉  芬 鄧中夏 許白昊

林育南 李漢俊 羅章龍 李碩勛 李囯瑄(李国碹） 李國珍 王基永 易禮容 戴曉雲（戴述人） 郭亮  

譚影竹 熊亨瀚 李榮植 李立三 劉少奇 凌  炳 羅馭雄 范鴻勂 范鴻勛 張國燾

趙  幹 蔡和森 方志敏 彭述之 王景雲 李伯雲(应为李伯之，李震瀛) 汪壽華 侯紹裘 沈雁冰 瞿秋白

施存統 張泰来 林  钧 何  洛 張曙時 高爾柏 高爾松 王守谦  林剑臣 朱義權

劉端周 金澤宏 史鹏展 劉荣簡 丁曉先 蘇兆徵 陳其瑷 周恩來 彭  湃 羅綺園

馮菊坡 彭漢垣 阮啸仙 譚植棠 楊章甫 江董琴 胡公冕 宣中華 楊賢江 潘楓涂

門啓衷 丁濟美 楊之華 余澤宏 熊  耀 潘谷公 徐  琛 蕭楚女  漆樹芬 高统勋

楊眉山 王貫三 汪志青 徐白民 黄  胤 唐公憲 胡淺因 宋敬卿 黃司葵 趙世炎

劉清揚 夏秀峯 何孟雄 于國禎 江少懷 郭沫若 韓寳華 查人偉 于方舟 查猛濟

宋云肜 郑恻尘 黄侠生 劉爾崧 李花白 陆  沉 李汨之 王  鲲  许广武 华  翀

王松寿 邱学训 宓维琮 马东林 裘  英 梁子光 陈  東 孙炳文  王  平 顾顺章

章郁菴 王根英 徐  偉 王承緯 戴卓民 朱英如 王亞章 龍大道 钱介盟  耿  舟

李春涛 鲍慧僧 黎樾庭 宛希儼 彭澤湘 楊石魂 張餘生 陳  良 孔偉虎  林  錚

趙济猛 張德钟 李俠公 嚴紹彭 王若飛 謝强生 江佑群 周逸群 洪振九 張秋人

劉一清 孫靖華 周邦彩 金家濟 林平海 孫道濟 莊勁秋 戴國鹏 蘇眉如 何葆楨

陳國詠 王競天 杨闇公 劉伯承 李筮乘 陈達三 季外方 季達方 陳志益 张國思 

劉季良 罗贡华 鄧希禹 徐  謙 鄧演達 彭澤民 詹大悲 柳亞子 章伯鈞

其中8人被撤销通缉：

鄧懋修 謝晉 郭壽華 光明甫 陳啓修 鄧劼刚 江仕祥  梁治文 
4月17日，蒋中正分别发布清党布告及通电。通电内称：

顷奉中国国民党中央监察委员会咨内开：

经四月二日全体紧急会议议决：举发共产党谋叛证据，并知照以非常紧急处置，姑将首要诸人照附来名单，及经党部举发者，就近知照公安机关，暂时分别看管监视，免予活动，致酿成不及阻止之叛乱行为，仍须和平待遇等因，准此。事关叛乱党国，自应严为防范。除呈覆遵照外，合令各军一体知照，饬属严为侦察。如有上项情事，应即依案执行，以维治安而遏乱萌。
4月18日，蒋中正等人召开中央政治会议，决定了定都南京及成立南京国民政府等法理问题，南京国民政府宣告成立。监察委员会举发共产党谋叛咨文进而正式发表，蒋中正等人则用国民党中央执行委员会、中央监察委员会、中央政治会议等名义通电及宣言，历数中国共产党的“罪行”，号召“文武将士革命同志及全国国民”驱除共产党分子。南京国民政府通电接受政治会议议决案，并发布秘字第一号令，通缉中国共产党人及国民党左派197名，命令称：“此次逆谋，实以鲍罗廷、陈独秀、徐谦、邓演达、吴玉章、林祖涵等为罪魁，以及各地共产党首要、次要危险分子，均应从严拿办。”
南京国民政府及国民党中央党部的建立及其声明、宣言、通缉令，为清党建立了合法性。以武汉中央为正统的江苏、浙江、安徽、福建、广东、广西各省的国民党左派和中国共产党党员失去合法抗争基础，纷纷瓦解。在这种形势下，此前各城市街头频频出现的大规模斗殴流血事件很快消失，通过衣着、发型乱捕的情形也减少。（例如日本东洋文库收藏的一份清党文件记载，在广州一次清党中，军警将穿西装、中山装、学生服者，及头发向后梳者，统统逮捕。）但南京国民政府及国民党中央党部的成立，仍无法避免滥捕滥杀，各地不经审讯便杀人的现象仍很普遍。
蒋中正这时忙于军政事务，凡下属上报案件全采相信态度。陈继承奉命撤换第二十二师内跨党分子，但他对六十五团团长、中国共产党党员傅维钰印象好而特别关照，电蒋保傅维钰。蒋批复：“傅维钰另调工作，各营连共产分子应一律撤换可也。”新编第一师师长张与仁报告，赣州工人勾结市厅人员将已在押的谋杀工人领袖陈赞贤的军官曹厚清枪决。蒋电示：“工人擅自捕杀军官曹厚清。如此横暴何堪设想！仰该师长即将该工会改组，其职员全部缉拿照律严惩，切勿延误。”陈群连日捕得孙炳文等在内的国民党左派分子，电蒋希望枪毙。蒋批复：“叛徒严惩。”在上海主持清党的陈群、杨虎不经过上海市党部，除枪决共产党要犯公布消息外，枪决一般共产党员、国民党左派及其他人等通常不发布消息。各地主持清党的军政大员对捕杀也很放任，上报无不批。福建被捕的一批省党部筹备处人员连是否跨党分子都未弄清，就已报为首要，夜间用马车拉到郊外，每人轰一二十枪处决，事后既“无宣告罪状的文告”，也“未知系奉何人命令执行”。
国民党各地清党行动人员中，也并非都主张杀戮。陈群手下的东路军前敌总指挥部政治部情报股长李公朴，公开告诉报界自己曾就杀戮问题向陈群提意见。上海第三区第二十区分部执行委员李次山、谭毅公、黄焕升及全体党员集体上书上海临时政治分会、上海特别市党部、南京中央执监委联席会议、南京国民政府、蒋总司令等等，提出《清党建议案》，不同意杀戮。但当时这种声音并不占优势，国民党捕杀成风，气氛狂热。例如国民党各团体在上海召开五四运动纪念大会，甚至“议决通缉著名学阀章炳麟、黄炎培、沈恩孚、张君劢、蒋维乔、郭任远、朱炎、胡敦复、殷芝龄、袁希涛、张东荪、阮尚介、刘海粟、沈嗣、凌鸿勋等，俾警反动而申党纪案”。南京中央联席会议不得不申斥：“所称反动，并未举出何等实据，不得仅因群众一时激昂，辄予通缉。”

### 第二期清党
蒋中正下令清党后，除少数已经暴露身份的“共党首要分子”外，大部分中国共产党党员混在国民党员中难以分辨。陈立夫在回忆录中写道：“吴倚沧、我哥哥和我最关心的是如何找出谁是共产党，因为，中国共产党从来没有将他们党员名单交给我们过，因此，我们根本没有办法分辨谁是共产党，谁是‘纯粹’的国民党员……我告诉吴倚沧，唯一可做的就是打斗，因为一打了起来，国民党和共产党两边的人自然就会分出鸿沟来。”国共两党党员难以分辨，导致清党的规模难以控制，不可避免地会扩大化。
大革命时，打着国民党旗号的中国共产党党员广泛深入开展基层工作，不少基层工、农、青年学生、妇女等群众组织人员及基层国民党组织人员和中国共产党党员很接近。第一期清党殃及到这些国民党基层人员，地主豪强和地方帮会趁机夺取国民党基层组织权力。陈孚木等各地国民党人纷纷提出批评。有的说“我们这次清党，虽然把亡党卖国共产党‘清’了出去，可是引了一般贪官污吏土豪劣绅洋行买办……‘清’了进来，这岂是我们‘清’党的本意吗？不是！不是！绝对的不是！”
制造四一二事件的白崇禧、周凤岐联名向蒋中正表达对上海清党的不满，要求加以规范。5月8日，鉴于各界对陈群、杨虎非议很多，张静江电蒋称：“除重要及阴险分子之外”，应待全国代表大会发落，务令陈群、杨虎“毋得过事杀戮，致招反感”。广州黄埔军校学生也因不满清党中的做法而不断给校长蒋中正来信来电。南京国民党中央政治会议主席胡汉民表示：“清党，清党，许多罪恶，借之而生。土豪劣绅，弹冠相庆，攘臂大呼曰：清党。清党把许多健全忠实的少年同志，一网而尽。绅士皆大笑。试问：他们自己不是党员，以何资格来清吾之党？真正之共產黨，亦振臂大呼曰：清党，清党，打倒共產黨分子，于是党员皆大惧，偶语有罪。共產黨大笑，党员大哭，国民党之基础乃大危。”
1927年5月5日，南京国民党中央执行委员会常务委员会及各部长第八十八次联席会议通过《清党委员原则六条》，指定邓泽如、吴倚沧、曾养甫、何思源、段锡朋、冷欣、郑异组织中央清党委员会，并决定加强控制党员质量。 《清党原则》、《清党条例》等规定：在清党期間，停止入党；所有党员经过三个月之审查再发党证；各党部于接到清党文告之日起，限令所属党员于半月内填就审查表，呈报当地清党委员会；党员须每半月将其工作向所属区分部报告，然后逐级呈报当地清党委员会；无故一月不报告工作者加以警告，三个月不报告工作者取消党员资格不仅全体党员都要经三个月审查，清党时期还停止发展新党员，以防不良分子混入。文件首次明确规定：“土豪劣绅贪官污吏投机分子反动分子及一切腐化恶化分子，前曾混进本党者一律清除”。自此开始了第二期清党。中央清党委员会根据《清党委员原则六条》拟定了组织大纲及清党条例，并经第八十九次联席会议通过。清党委员会组织大纲规定其职责为：“秉承中央执行委员会训令,肃清党内共产分子、土豪劣绅、贪官污吏、投机分子及一切腐化、恶化分子。”随后，中央清党委员会陆续指派各省市清党委员，制发党员登记用的表册等。省市以下或停止党部活动等候审查，或指派特派人员实地考察，但一律明令8月底清查完竣，9月30日前将各地审查结果报中央。
1927年5月，蒋中正发表《蒋总司令对于第二期清党之意见》称：
第一期之清党，为紧急处分，其时共产党徒谋叛正亟，非各地同时采用极严峻之手段无以遏抑乱萌。第二期则为根本整理，肃清共产党徒之根株，勿使复活，此必有待于缜密统一之方案。第一期清党，自打倒共产党领袖及其著名活动分子入手，此等人之罪状皆甚明显；第二期则须遍及一般跨党分子，其证据比较难得，挟嫌诬陷者易施其伎，办理稍有不慎，将增加人民之恐怖，断丧社会之元气，而党务进行亦大受其影响，此不可不注意者也。

……

吾人对于跨党分子苟非捣乱谋叛具有证佐者，只须停止其党籍，限制其自由，予以警告，促其自新，无论湘鄂共产党徒仇杀国民党员如何惨暴，吾人绝不必存报复之念，效其所为，对敌人固不宜慈悲，亦不必如共产党徒之残酷也。”他并且告诫说：“若夫怀挟私怨，攘夺权利，诬人以莫须有之罪名，则尤其是非本党同志所宜出，不幸有之，则清党之结果不特将治丝益棼，且有摘瓜抱蔓之忧矣。
第一期清党中，西山会议派、国家主义派也被列为清党对象，但实际上并未受到任何打击。蒋中正等实际不曾以西山会议派为敌，宣布的所谓“封闭环龙路四十四号西山会议派中央”也从未实施。1927年6月7日，中国国民党中央执行委员会常务委员及各部长第九十七次联席会议决定：“因纯粹反共而开除党籍之同志林森、张继、谢持、居正、邹鲁、石瑛、覃振、石青阳、茅祖权、沈定一均应先行恢复党籍，俟第三次全国代表大会开会时追认。”胡汉民等人也公开表示：“打倒国家主义派”的口号应废止，对国家主义派应“包涵之，纠正之”，“彼有何罪？”
第二期清党虽标榜要清除党内土豪劣绅，但缺乏标准，也没能实现目标。只是使地方国民党各势力相互倾轧时，除了诬告对方为共产党分子外，又多了指控对方为土豪劣绅、贪官污吏的手段。北伐战争的爆发打破了各地旧有权力格局，各地新成立的国民党基层组织及基层政权大多为中国共产党和国民党左派控制。蒋中正等与武汉方面的冲突导致各地军队和地方旧势力纷纷夺权。第二期清党特别是为政治审查而停止地方党部活动的做法，导致各地基层再度发生权斗，军队也进一步卷入。
第一期清党时，监察委员会还表示要对中国共产党党员采取“和平待遇”，而第二期清党则命令“消灭中国共产党”。胡汉民说：“我们这次的清党,是进一步把共产党的死灰都要送还给俄罗斯，不能让他留在中国的，干脆地说，这次的清党，就是要消灭中国共产党。”许多普通国民党人也主张“真正的共产党员要杀”。监察委员吴稚晖得知陈独秀之子陈延年被捕后，专门致函杨虎要其处决陈延年。
各级清党委员会继续存在滥捕滥杀现象。各级清党委员会大多成立了专门捕人的便衣队，不经侦查核实即可拘捕审讯，私设公堂刑讯逼供。为此，中央清党委员会成立后不久便组织了中央及各省清党审判委员会，“中央清党审判委员会”由国民革命军总司令部军法处胡逸民牵头。5月28日，中央清党审判委员会首次开审，中央政治会议主席胡汉民出席，并请“总政治部、黄埔同学会清党委员会、中央军事政治学校留宁官生办事处、总司令部军法处、江苏第一监狱署代表委员会，……在第一监狱署开始审理”。但这没能有效制止滥捕滥杀现象。
6月1日,中央清党委员会通告：限定清党日期为6月1日至8月31日,各地清党委员会须于9月30日呈报结果。
上海清党委员会清党手段残酷。上海警备司令部（杨虎任警备司令）及其特别军法处手段更残酷。陈群、杨虎都是上海清党委员会委员，但不和上海特别市党部、上海清党委员会商量。上海特别市党部职员洪东夷、二区十六分部党员钱淳，已经上海清党委员会审查认定为“本党忠实同志”，又被人向警备司令部举发，上海清党委员会向军法处交涉无果，后来二人很快分别被判处有期徒刑15和5年，押往漕河泾第二监狱执行。上海交通大学学生、上海特别市党部工农部秘书张君毅也被检举，遭警备司令部密捕，市党部多次向警备司令部交涉遭拒，终被枪杀，罪状未公布，尸体失踪。此事引起南京中央联席会议不满，当堂“议决：令总司令部（叙由）查张君毅为上海特别市党部职员，即有罪犯嫌疑，何致遽行枪毙，实属滥权擅杀，不顾党纪，仰该总司令严行查办并复。”上海特别军法处最终因专断和杀戮而被蒋中正撤消。时任上海市党部组织部秘书的吴开先亲历上海清党，事后对陈立夫说“无辜人民之遭害者不计其数”，“言之至为痛心”。
国民党江苏省党部称：“清党运动发生以后，本党多数革命忠实份子却失其保障，随时有被土劣贪污构陷罗织之危险，其情形之悲惨，有如丧家之犬。”当时报纸连篇累牍报道称，诬人为共党成为报私仇、清除利害冲突者的方便手段，甚至索婚不遂也可诬人为共党。1928年4月10日至11日，《中央日报》连载一封读者来信《在下层工作同志的伤心惨绝的呼声》称：
本党不幸，为实际需要所迫而有清党运动之发生，致予贪污豪劣及投机腐化分子以乘机崛起，向革命势力反攻机会，凡属忠实同志，受其诬陷摧残，几至与共产党同归于尽……现在同志等均在腐化分子一网打尽之中，被殴辱者有之，被劫掠者有之，被杀害者有之，被诬告者有之，被缉拿者有之，被系狱者有之。
5月中旬，由覃振等发起湖南旅沪同志清党急进会，连续开会决定：首先集中力量内除共产党及一切反动势力，然后促成全省党务与省政之完成。会议推举覃振为执行委员会主席。5月21日，湖南的武漢國民政府属下一些反共军队发动马日事变。5月23日，湖南国民党右派在长沙成立救党临时办公处，许克祥、张敬兮等5人为救党临时主席团。5月29日，成立湖南国民党救党委员会，张敬兮任清党委员，宣布共产党“十二大罪状”，许克祥发动军事行动，省总工会、省农民协会、国民党省党部等机关和团体被查封，大批共产党员被处决，常德、衡阳、醴陵、武冈、益阳、湘阴等地先后镇压共产党，并波及群众。7月14日，中央清党委员会委任周震麟、覃振、仇鳖等16人为湖南清党委员。
5月28日，中央清党委员会任命黄展云、林寿昌等9人为福建省清党委员。5月下旬，中央清党委员会指派李济深、曾养甫等11人为广东省清党委员，指派邓彦华、邓文仪等7人为广州市清党委员。5月28日，中央清党委员会任命黄绍竑、黄旭初等7人为广西清党委员。5月28日，中央清党委员会任命柏文蔚等7人为安徽省清党委员。6月11日，中央清党委员会委任张静江、蔡元培、陈希豪、沈定一等9人为浙江省清党委员。著名共产党员宣中华、安体诚、杨眉山等遭到清理。6月15日，中央清党委员会指派萧佛成、周启刚等5人组成海外清党委员会，主持海外清党。从6月下旬至7月上旬，海外清党委员先后向东京、三藩市、加拿大、古巴、暹罗、法国、墨西哥、印度等地，委派清党委员，主持镇压共产党员、党部改组、重建组织工作。6月下旬，中央清党委员会任命李烈钧、程天放等11人为江西清党委员。6月底，中央清党委员会指派陈铭枢、何应钦、李宗仁、自崇禧等11人组成军队清党委员会。
6月5日，第三國際代表羅易轉發電報給汪精衛，要求其增加中國共產黨掌控武漢國民政府，並處决所谓反革命派，擴大農工武裝運動。7月15日，中國國民黨左派領袖汪精衛再度知悉史達林指示蘇聯顧問鮑羅廷欲分化并全面控制國民政府，以助中國共產黨合謀武力奪取武漢國民政府權力之策略後，在武汉发动七一五事变宣布“和平分共”，遂決定取締中國共產黨言論，又通過「取締共產議案」，罷黜鮑羅廷及其他蘇聯顧問，但仍堅持要蔣下野。8月1日，中國共產黨以「南昌起义」（國民政府稱為南昌暴動）進行全面攤牌。自此，第一次國共合作徹底破裂。湖南、湖北、江西、河南、山西等省的冯玉祥、阎锡山等地方实力派也陆续清党。因武汉国民政府分共，国民党内主张宁汉复合，蒋中正被迫于1927年8月15日通电辞职，以示决心促成统一。随着蒋中正下野，南京国民党中央人事发生巨变。清党据原案已到期，中央清党委员会及各地清党委员会此后陆续自行解散或结束工作。

## 部分被处决者
- 汪寿华（1901年-1927年4月11日）（一说4月12日）
- 蕭楚女（1893年-1927年4月22日）
- 李大釗（1889年10月29日-1927年4月28日）
- 熊雄（1892年-1927年5月中旬）
- 陈延年（1898年-1927年7月4日）（陈独秀长子）
- 赵世炎（1901年-1927年7月19日）
- 安友石（1905年3月30日-1927年7月19日）
- 周文雍（1905年8月-1928年2月6日）（与陈铁军在广州红花岗刑场上举行婚礼）
- 陈铁军（女）（1904年-1928年2月6日）（与周文雍在广州红花岗刑场上举行婚礼）
- 向警予（女）（1895年9月4日-1928年2月28日）
- 夏明翰（1900年-1928年3月20日）
- 郭亮（1901年12月3日-1928年3月28日）
- 罗亦农（1901年-1928年4月21日）
- 郑复他（1904年-1928年6月1日)
- 陈乔年（1902年-1928年6月6日）（陈独秀次子）
- 许白昊（1899年-1928年6月6日）

## 影响
蒋中正因此事被中国国民党内右派多数支持，成了最高领袖，中國國民黨左派遭到排斥或者鎮壓。中國國民黨右派認為共產黨破壞北伐統一，清黨延缓了掃除軍閥、統一全國的时间。蒋虽然不久由于国民革命军在徐州失利而下野，但很快重掌權力，完成北伐。开启了在中国大陸数十年的统治生涯，直到1949年在國共內戰失敗后離開大陆。
清党使中国共产党发展严重受挫。中國共產黨認為，这标志着国共合作失败。四一二事件后，中國共產黨召開八七會議，党内坚持和中国国民党妥协的早期领导人陈独秀等人被认为右倾投降主义被撤职。陈独秀被认为一味退让，甚至要求工人纠察队向中国国民党上缴武器，造成中国共产党对蒋中正的武力清党毫无准备。中国共产党從此走向武裝革命暴力奪取中國政權之路，中国共产党联合少數中国国民党左派在南昌发动南昌起义，开始了组建中國共產黨军队，開展武裝暴力革命，直到完全奪取中国政权。因此，清党也或被认为是中国国民党在中国大陆统治失败之起点。
因蘇俄駐華使領館掩護及扶持中國共產黨武裝革命，國民政府於1927年12月14日宣布與蘇俄斷交。

### 对中国国民党的影响
清党对中国国民党组织发展影響深遠。清黨期間，除了大肆捕殺共產黨員，國民黨內的左派党员和思想較激進的青年黨員亦被當作共產黨人，“与共产党同归于尽”，基层農工党员出於失望或恐懼而自行脱党，重創了國民黨的形象。1928年，国民党江苏省党部举办党员总登记时，“党员对党灰心，不来登记者占十之三四；存观望登记者十之四五；因受反宣传不登记者十之二三。”广东省長年作為國民黨的基地，申请登记的党员仅原有的35％；連國民政府最初所在的广州市，申请登记的党员也不到原有的10％。在长沙，清党前号称有19万党员，清党后“合格党员”僅1526人，其中“农工两界寥寥无几”。而在汉口，清党前原有3万多党员，登记时仅5000人。
清党前，中国国民党普通党员人数（不含军政和海外党员）约121万（一说65万），其中有中国国民党员身份的中国共产党员不超过5万。清党一年后的1928年5月，中国国民党在冊黨員只有23萬。1929年12月回升到27万，其中绝大多数党员还是军队或高级党政机关人员。这意味着清党行动使得中国国民党党务系统大換血。北伐前后各省建立的县、乡国民党基层组织，“清党后基本瓦解，恢复得十分缓慢”。到1933年，全国仅有17%的县建立有县党部，浙江省建立县党部的县份为69%。“只能在城市的上层可以看到，农村中是很难找到党的势力的微弱影响”；“不但在农民中很难找到国民党党员，并且在一切农民运动负责人员中，在地方自治工作人员中，在农村文化教育负责人员中，以及农村经济建设负责人员中，都不容易看到国民党党员的踪迹”。
普遍发生的投机、暴力、专断與誣陷等情形使清党严重扩大化、黑暗化，对国民党自身造成很大傷害。大批对國民革命抱持高度热情，或是熱衷於農工學运动的黨員，因為左傾而在清黨期間被当作共产党人慘遭清洗。例如浙江地方豪绅“藉清党之名，谬指各地之宣传主张减租者为共产党员，向各机关告发。各机关于接受告诉之后，大事搜捕，至无辜受累者难以数计。”與此同步的是來源複雜、參差不齊的新黨員暴增，黨員素質迅速惡化，“投机腐化恶化分子”取而代之。国民党江苏省党部在清党报告中称：“反革命之势稍杀，不革命之势代兴。土豪借名清党，实施报复而图复燃。共党要犯逸走，忠实遭污，清浊不分，是非颠倒。意志薄弱者视革命为畏途，感情热烈者，伤本党之无望，而投机腐化，纷至沓来，”致使“党德沦亡，党权日坠，党机毁灭，民众对党的信仰全失。”1929年，中国国民党第三次全国代表大会检讨清党得失时，认为清党“使本党起了一个很大的分化和损失”、“一般投机腐化恶化分子都纷纷混入本党”。1928年2月12日《中央日报》刊登的蒋中正《关于党务的提案》中称：“清党时期，倏逾半年，共产党之逆迹固已大暴国中，本党之精神亦日见湮没。”在成都，清党前原有3000多党员，清党后申请登记者達1万多人。四川省清党后登记党员超過10万，是清党前的数倍。国民党江苏省党部在清党工作报告中指出，各县“或党员甚多而登记极少，或党员极少而登记太多”，并且认为后者大半是“投机分子”。1929年北平《民国日报》报道：河北省“各县市指委中十分之九没入过党，有的是小土劣，有的当过税吏，有的曾做土匪，有的患神经病，其余确系不明白党义的盲从青年。……这次河北党员的数量，竟以不过六千同志的数目而拉到二万七千之多。”
清党的另一个后果是使国民党地方组织遭受極大破坏。第一次国共合作时期，国民党的省及其以下之地方党部有著不少共产党員擔任幹部。清党发生后，国民党地方组织隨即陷入瘫痪。1928年4月1日《中央日报》的《一周间的大事》报道：“几个月来，党务受了不少的摧折……各地的党务今日改弦，明日更张，停顿的停顿，攘夺的攘夺，完全沉入于阴晦悲观的景象中。”清党使各省、市党部内原本由共产党員担當的职位出现空缺，引发党内争夺，相互打击，地方党部從此陷入不断的改组、重整之中，地方黨務亦隨之荒廢。同時，國民黨內從原先的左、右派之爭，進一步惡化為山頭林立的派系之爭。1928年3月30日《中央日报》刊登署名“雪崖”的社评《省党部的地位问题》称：
在最近的这一年中，纠纷闹得最多和人员变换最频繁的，要算是这个省党部了。例如安徽一省，自去年三月到现在，为期不过一年，省党部已经变更五六次；浙江一省也变更三四次；此外如湖北、湖南、江西各省也常有变更省党部的事情；而且每更换一次人员，就发生一次纠纷。人选愈趋愈下，党的威信亦因此发生动摇。弊害最大的，就是因为省党部变更频繁，互相争夺，演成甲兴乙起，丙去丁来的局面，致使“党内无派”的理想不能实现。
清党对国民党县以下基层组织的冲击尤大。第一次国共合作时期，國民黨幹部多不願下鄉，故国民党基层组织大多由共产党员主持。清党后，国民党县以下組織除極少數仍由国民党左派和共产党员掌握外，大多数已被土豪劣绅控制。特别是湖南、湖北等在國民革命中曾开展过大规模农民运动的農村，土豪劣绅乘清党之機报复，聯合地痞流氓控制了国民党基层組織。這對日後的國民政府造成極其惡劣的影響，土地改革等政策無法推行，被既得利益者把持的基層組織陽奉陰違，只能以失敗告終。1928年3月15日《中央日报》发表何民魂《痛念与自惕》社论称：“清党达到我们目的了，但苏皖闽浙各地，土豪劣绅也乘时蠢起，捏词诬告本党青年忠实同志为C.P.，从事农工运动者为共党……忠实同志致遭残杀的到处皆是，信仰不坚被金钱软化堕落的更多。”
清党对国民党员的人数和組成亦产生了深远影响。第一次国共合作时期的1924年春到1927年春，国民党员總人数从不足20万增至100万人，其中普通党员约60万。清党後，據1928年3月統計，普通党员已减至22万人。至1929年10月，国民党员總人数为65万多人，普通党员不到27万。此后，国民党员中的军人增长迅猛，一般民眾卻增长遲緩。1929年10月到1937年1月，国民党军職党员从30万增至101万。北伐战争初期的1926年10月，军職党员仅占国民党党员总数4%，到1937年1月已上升至61%，即每3个党员里有2个是军人，幾乎成为一个軍人組織。1937年1月，普通党员增至52万多人，其中预备党员近16万，正式党员约36万，清黨過了近十年，普通黨員人数仍未恢复到1927年清黨前的规模。
1929年之前，国民党开展清黨及党员总登记期间，为防“反动分子”、“投机分子”混入党内，基本暫停吸收党员。1929年1月，中国国民党第三次全国代表大会决定实行预备党员制，该制度仿自全联盟共产党（布尔什维克），自1929年底开始在部分省、市实施，至1938年废止。1932年下半年起，国民党中央要求各地方党部大规模征求党员，将定期征求改为随时征求，又先后颁布《免除预备党员程序办法》、《特许入党办法》，以扩充党员，但效果不彰。地方组织涣散，党对民众缺少吸引力。到1933年，全国仅有不到40%的省份有正式的省党部，不到17%的县有正式的县党部。为数不多的党员集中在大城市，主要是知识分子、官吏和商人，党的影響力未能深入县以下的农村社会，基層的农民和工人党员极少。而1934年中国共产党的党员统计，农民占87%，工人占5.8%，党员組成与国民党對比鮮明。
清党之后，国民党的基层干部逐渐“光棍化”，基层组织逐渐衙门化，党和民众逐渐疏远。历史学家余英时在《中国知识分子的边缘化》一文中认为：“国民党内最初也容纳了不少知识分子。但自北伐成功以后，国民党实行一党专政，它便越来越和知识分子疏离了。北伐以后，社会上有‘党棍’的新名词流行，这是很值得玩味的。这个名词在无意中说明了国民党的基层干部或是出身‘光棍’或者已‘光棍化’。”余英时称，“光棍”是指缺乏知识的地痞流氓。這些基層幹部素質不高，成天關在辦公室裡，對於推展黨務、經營民眾的工作沒有絲毫熱情，只會利用黨職身分攫取好處。原国民党中央秘书长、组织部长朱家骅形容这批人为“第一，靠党过生活。第二，依党做护符。第三，藉党争权利。”曾养甫在考察湖南省、湖北省国民党党务时认为：“党员对党是消极，人民对党是失望，地方政府对党是责备。”